# Сторчак, Иван Иванович
Иван Иванович Сторчак (1862 — после 1912) — крестьянин, член III Государственной думы от Херсонской губернии.

## Биография
Православный, крестьянин села Машорино Машоринской волости Александрийского уезда. Образование получил домашнее.
Занимался земледелием (4½ десятины надельной земли) и столярным мастерством. В течение шести лет был волостным судьей.
В 1907 году был избран членом III Государственной думы от Херсонской губернии съездом уполномоченных от волостей. В 1-ю сессию входил во фракцию кадетов, со 2-й сессии — в группу беспартийных. Состоял членом комиссии о мерах борьбы с пьянством. Выступал в прениях по нескольким вопросам.
Судьба после 1912 года неизвестна. Был женат.